# Anila Hanxhari
Anila Hanxhari (Durazzo, 1974) è una poetessa albanese naturalizzata italiana.

## Biografia
Nata a Durazzo, in Albania, si è poi trasferita in Italia. Vive e lavora a Milano. Ha pubblicato le raccolte poetiche Io tu e l’Anima, Assopita erba dell’est, Cicatrici d’acqua (con prefazione di Giuseppe Conte), Brindisi degli angeli (con prefazione di Maurizio Cucchi), Tiro a sorte la libertà (con presentazione di Davide Rondoni) e Amore emana.
È presente, fra le altre, nell'antologia Nuovissima poesia italiana, pubblicata da Mondadori nel 2005, a cura di Antonio Riccardi e Maurizio Cucch. Nel 2002 ha vinto il Premio Letterario Camaiore nella categoria giovani.

## Opere
- Io tu e l’Anima
- Assopita erba dell’est
- Cicatrici d’acqua
- Brindisi degli angeli
- Tiro a sorte la libertà
- Amore emana